# Округ Берен (Кентаки)
Берен (енгл. Barren County) је округ у америчкој савезној држави Кентаки.

## Демографија
По попису из 2010. године број становника је 42.173, што је 4.14 (10,9%) становника више него 2000. године.
| Група             | 2000.          | 2010.          |
| Белци             | 35.662 (93,8%) | 38.597 (91,5%) |
| Афроамериканци    | 1.556 (4,1%)   | 1.630 (3,9%)   |
| Азијати           | 155 (0,4%)     | 183 (0,4%)     |
| Хиспаноамериканци | 355 (0,9%)     | 1.110 (2,6%)   |
| Укупно            | 38.033         | 42.173         |